# Sentier européen E2
Pour les articles homonymes, voir E2.
Le Sentier européen E2 est un sentier européen de grande randonnée qui relie Galway à Nice. Il commence à Galway en Irlande et arrive à Middletown en Comté d'Armagh au Royaume-Uni où il se dédouble. Deux itinéraires existent : l'occidental et l'oriental. Le premier, plus court que le second, parcourt le Royaume-Uni en passant par Oxford et Douvres. Il passe par le tunnel sous la Manche pour atteindre la Belgique où il passe par Ostende avant de rejoindre l'itinéraire oriental à Zoersel. Le second part de Middleton-in-Teesdale pour traverser Cambridge et Harwich avant de continuer sa route aux Pays-Bas. Là, il longe des villes comme Hoek van Holland et Bergen-op-Zoom avant de franchir la frontière belge et croiser l'itinéraire occidental. Ensuite, son tracé continue en France, puis passe par la Suisse et le lac Léman et continue par les Alpes pour finir à Nice.